# Rabo Liv Women Cycling Team/Saison 2016
Dieser Artikel listet die Erfolge des Rabo Liv Women Cycling Teams in der Straßenradsport-Saison 2016.

## Erfolge
- Pajot Hills Classic: Marianne Vos
- Omloop van de IJsseldelta: Anna van der Breggen
- Ronde van Gelderland: Katarzyna Niewiadoma
- La Flèche Wallonne Féminine: Anna van der Breggen
- Gesamtwertung und 2. Etappe Festival Elsy Jacobs: Katarzyna Niewiadoma
- Rabobank 7-Dorpenomloop Aalburg: Marianne Vos
- 3. Etappe Kalifornien-Rundfahrt: Marianne Vos
- Keukens Van Lommel Ladies Classic: Marianne Vos
- 4. Etappe The Womens Tour: Marianne Vos
- Giro del Trentino Alto Adige-Südtirol
  - Gesamtwertung und 1. Etappe Katarzyna Niewiadoma
  - 2a. Etappe Thalita de Jong
  - 2b. Etappe  Teamzeitfahren
- Polnische Meisterschaften – Zeitfahren und Straßenrennen: Katarzyna Niewiadoma
- Niederländische Straßenmeisterschaften: Anouska Koster
- 9. Etappe Giro d’Italia Femminile: Katarzyna Niewiadoma
- 1., 3. und 5. Etappe Thüringen-Rundfahrt der Frauen: Marianne Vos
- Erondegemse Pijl: Lucinda Brand
- Ladies Tour of Norway
  - Gesamtwertung und 2. Etappe Lucinda Brand
  - Punktewertung: Anouska Koster
  - Nachwuchswertung: Thalita de Jong
  - Teamwertung
  - 3. Etappe Anouska Koster
- 3. und 6. Etappe Boels Rental Ladies Tour: Katarzyna Niewiadoma
- Lotto Belgium Tour
  - 1. Etappe: Lucinda Brand
  - 3. Etappe: Marianne Vos